# Aurich (huyện)
Aurich là một huyện (Landkreis) ở Niedersachsen, Đức. Các đơn vị giáp ranh (từ phía bắc theo chiều kim đồng hồ) là: Biển Bắc, các huyện Wittmund và Leer, thành phố Emden.

## Lịch sử
Lịch sử huyện này có liên hệ với lịch sử vùng Đông Frisia.
Huyện được lập năm 1977 thông qua việc sáp nhập các huyện Aurich và Norden.

## Địa lý
Huyện tọa lạc ở vùng cực tây của Đông Frisia (Ostfriesland). Ở phía tây là cửa sông Ems và bán đảo Krummhörn.
Huyện có 3 đảo có dân sinh sống Juist, Norderney và Baltrum, thuộc quần đảo Đông Frisia. Đảo Memmert ở phía nam Juist là một khu bảo tồn tự nhiên dành cho các loài chim hiếm. Một phần huyện này thuộc vườn quốc gia biển Wadden Niedersachsen.

## Các thành phố và đô thị
| Thành phố                                    | Đô thị tự do                                                                                              | Samtgemeinden                                                                                  | Samtgemeinden                                                          |
| -------------------------------------------- | --- | ---------------------------------------------------------------------------------------------- | ---------------------------------------------------------------------- |
| 1. Aurich 2. Norden 3. Norderney 4. Wiesmoor | 1. Baltrum 2. Dornum 3. Großefehn 4. Großheide 5. Hinte 6. Ihlow 7. Juist 8. Krummhörn 9. Südbrookmerland | 1. Brookmerland 1. Leezdorf 2. Marienhafe1 3. Osteel 4. Rechtsupweg 5. Upgant-Schott 6. Wirdum | 2. Hage 1. Berumbur 2. Hage1 3. Hagermarsch 4. Halbemond 5. Lütetsburg |
|                                              | | 1thủ phủ của Samtgemeinde                                                                      |                                                                        |